# Żebropławy
Żebropławy (Ctenophora), bezparzydełkowce (Acnidaria) – typ dwuwarstwowych zwierząt bezkręgowych obejmujący co najmniej 100 gatunków. Dawniej, ze względu na podobieństwo do meduz, wraz z parzydełkowcami były zaliczane do jamochłonów – żebropławy jednak nie mają komórek parzydełkowych. Prowadzą pelagiczny tryb życia, głównie w morzach i oceanach. Niektóre pełzają po dnie. W Bałtyku żyją 2 gatunki: natywny – świecący żebropław groszkówka (Pleurobrachia pileus) i zawleczony – Mnemiopsis leidyi.

## Budowa i biologia
Żebropławy mają ciało o symetrii dwupromienistej i kształcie wydłużonym, jajowatym lub gruszkowatym. Charakterystyczną cechą morfologii jest obecność położonych wzdłuż ciała ośmiu pasm żeberek, czyli zgrubień na zewnętrznej powłoce. Od parzydełkowców różni je brak knid. Nie występuje też metageneza.
Żebropławy są zwykle bezbarwne, ale niektóre gatunki mogą mieć czerwony, pomarańczowy albo czarny kolor. Większość gatunków ma tylko kilka lub kilkanaście centymetrów długości. Wyjątkiem jest rodzaj Cestum, którego przedstawiciele osiągają do półtora metra długości.
Gatunki żyjące w głębokiej wodzie mogą odbijać jasne kolory widoczne w mroku, chociaż zwykle pigmenty wchłaniające niebieskie światło czynią je niewidocznymi.
Zwierzęta te są drapieżnikami (łapią zdobycz za pomocą koloblastów), poruszającymi się za pomocą wici, ułożonych wzdłuż żeberek w grzebykokształtne zgrupowania.
U żebropławów częsta jest zdolność do luminescencji, a dokładniej, bioluminescencji.
Ich układ pokarmowy składa się z otworu gębowego, gardzieli, żołądka, kanałów i otworu odbytowego.

## Klasyfikacja biologiczna
Ustalenie pozycji filogenetycznej żebropławów na drzewie życia jest problematyczne. Uzyskane wyniki badań różnią się w zależności od zakresu analizowanych danych. Większość analiz morfologicznych plasuje żebropławy bliżej zwierząt dwubocznie symetrycznych (Bilateria) niż gąbek (Porifera) i parzydełkowców (Cnidaria), natomiast badania molekularne wskazują na bliższe pokrewieństwo Cnidaria z Bilateria, co wspierają również dane kopalne, sugerujące pozycję siostrzaną żebropławów dla Cnidaria + Bilateria.
Relacje pokrewieństwa wewnątrz typu również są niejasne. Dwie najważniejsze prace z tego zakresu (Harbison, 1985 i Podar et al., 2001) znacznie różnią się wynikami z powodu całkowicie odmiennych metod analizy oraz przyjętych zakresów danych.

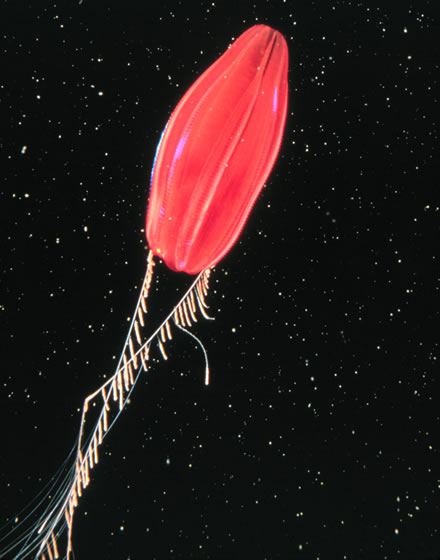
Przedstawiciel żebropławów

Przedstawicieli żebropławów tradycyjnie dzieli się na dwie gromady:
- Tentaculata[a] (ramieniowe),
- Nuda (bezramieniowe).

Do gromady ramieniowych należą te żebropławy, którym w zdobywaniu pożywienia pomagają dwa krzaczasto rozgałęzione, kurczliwe ramiona, położone naprzeciwlegle w przedniej części ciała. Ramiona te spełniają również funkcje obronne. Konsekwentnie, przedstawiciele gromady bezramieniowych cechy tej nie posiadają.
W zapisie kopalnym żebropławy znane są od prekambru. Do fauny ediakarańskiej należy Eoandromeda, będąca najstarszym znanym żebropławem.